# Magomed Ibragimov
Magomed Abdulmumynovych Ibragimov (in uzbeko: Магамед Ибрагимов; Machačkala, 18 agosto 1983) è un ex lottatore uzbeko, specializzato nella lotta libera. Vinse la medaglia d'argento ai Giochi olimpici di Atene 2004 nel torneo dei 96 chilogrammi.

## Palmarès

### Per l'Uzbekistan
- Giochi olimpici

Atene 2004: argento nei 96 kg.
- Giochi asiatici

Pusan 2002: bronzo nei 96 kg.
- Campionati asiatici

Nuova Delhi 2003: argento nei 96 kg.
Tehran 2004: oro nei 96 kg.
- Campionati mondiali junior

Istanbul 2003: oro nei 96 kg.
Tashkent 2001: argento nei 97 kg.

### Per la Russia
Europei cadetti
Bratislava 2000: oro nei 100 kg.